# La Força de Sant Celoni
La Força de Sant Celoni és l'antic nucli fortificat de Sant Celoni (Vallès Oriental), que ha estat declarat bé cultural d'interès nacional. En resta una torre rodona, emmerlatada, i restes dels antics murs. És un recinte emmurallat del segle xiv.

## Història
La Força és l'antic nucli fortificat de Sant Celoni. La bona situació geogràfica i de comunicacions de la capella de Sant Celdoni, situada al peu del camí ral, i l'empenta de l'orde dels Hospitalers, propietaris de la vila des de 1151, van propiciar el creixement de cases al seu entorn, la fortificació de la vila i la creació del mercat per abastar la contrada, documentat per primera vegada el 1157 i localitzat davant del portal Major o de Barcelona (actual plaça del Bestiar). El fet d'estar a mig camí entre Barcelona i Girona, en una època en què el trajecte s'havia de fer en dues jornades a cavall, també afavorí l'establiment d'hostals i l'aparició d'oficis artesanals. En aquesta època es començà a formar el teixit urbà del poble, amb carrers i places, i unes cases ben senzilles, fetes de fusta i pedra, que no s'han conservat.
El nucli primitiu es protegí amb una muralla, la Força, que ara dona nom al barri. Amb la fortificació els habitants de la vila incipient de Sant Celoni quedaven a recer dels possibles atacs dels senyors dels contorns i dels malfactors. Originàriament el recinte, de forma trapezoïdal, mesurava 135 d'allargada per 92 d'amplada a la plaça del Bestiar i 37 a la de Josep Alfaras. Estava envoltat d'un fossat o vall, com demostra el topònim del carrer de les Valls. La Força s'estén entre la plaça del Bestiar i la de Josep Alfaras, té el carrer Major com a eix vertebrador, i està delimitada pels carrers de Sant Roc i de les Valls.
La Força tenia dos portals, el Major o de Barcelona, que donava a la plaça del Bestiar i del qual es veuen clarament les restes a la cantonada de can Mai Tanquis amb el carrer Major, i el dels Sants Metges, en direcció a Girona, on hi havia una capella per venerar aquests sants. El mur està construït amb pedra, lligada amb un morter de calç molt resistent, i té un gruix d'un metre aproximadament. Tenia torres circulars als angles i alguna més en els panys llargs.
Actualment la muralla es conserva en bona part amagada per cases que la utilitzen com a paret posterior o tanca (carrers de Sant Roc i les Valls) i, fins i tot com a façana, com can Mai Tanquis i el grup de cases de la placeta interior de la plaça del Bestiar (can Ganxa, can Cluca, can Catxol...). Els elements més visibles de la Força són la torre de ca l'Aymar (des de la plaça del Josep Alfaras), i la del carrer de les Valls, adquirida per l'Ajuntament i oberta al públic un cop rehabilitada, a més del brancal de pedra treballada del portal, situat a la cantonera de can Mai Tanquis.
La primera notícia de la muralla, que fa referència a la porta de la vila de Sant Celoni, és de l'any 1154. De totes maneres, la construcció actual correspon als segles XIII i XIV. Un document de 1301 parla de la Força, i els anys 1371 i 1374 es fan préstecs per construir muralles i tancats. Entre 1462 i 1472, durant la revolta dels remences i la guerra civil, es reforça la muralla i s'omple d'aigua la vall. La decadència de la Força començà el 1681, quan es van vendre les valls per fer-hi horts amb l'objectiu de pagar part de les despeses de construcció de la nova església parroquial. Posteriorment, quan la muralla va deixar de tenir utilitat, en aquest indret s'hi van construir cases i la Força quedà amagada. El portal dels Sants Metges s'enderrocà el 1865. La Força està catalogada i protegida com a Bé Cultural d'Interès Nacional.

## Galeria d'imatges

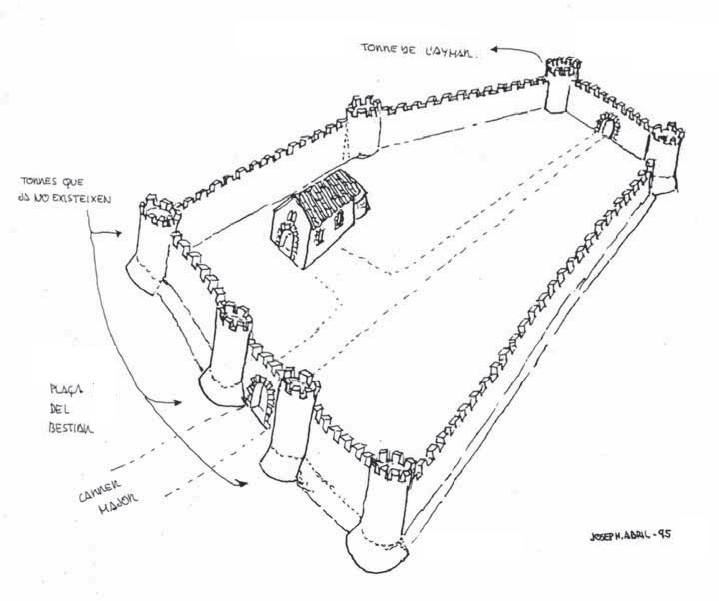
Representació de la Força, en la seva aparença original
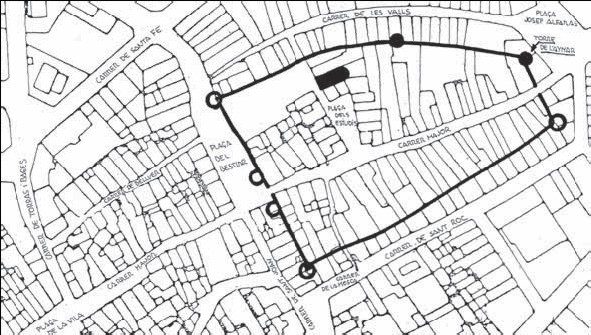
Plànol del barri de la Força
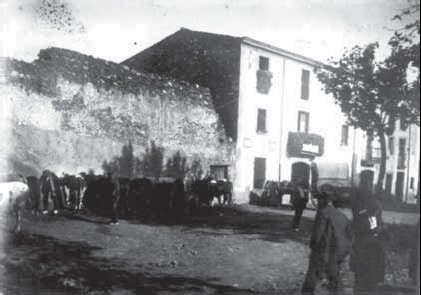
Restes de la Força davant la plaça del Bestiar